# Theodor II. Eirenikos

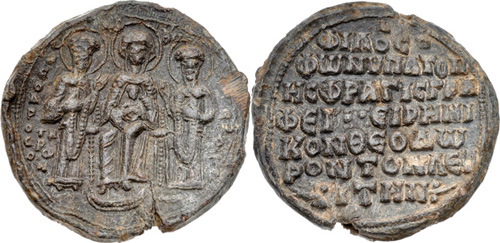
Siegel von Theodor II. Eirenikos als hypatos ton philosophon (um 1208/14)

Theodor II. Eirenikos (griechisch Θεόδωρος Β' Εἰρηνικός; † 31. Januar 1216) oder Theodor Kopas (Κωπάς/Κουπάς) war Patriarch von Konstantinopel im Exil in Nikaia (1214–1216).

## Leben
Theodor war ein einflussreicher Beamter am kaiserlichen Hof. 1197 wurde er epi tou kanikleiou (ἐπὶ τοῦ κανικλείου), als Hüter der kaiserlichen Siegelutensilien einer der höchsten und einflussreichsten Minister. Er trug den Titel pansebastos sebastos.
Nach dem Fall von Konstantinopel 1204 ging er nach Kleinasien und wurde Mönch.
1209 wurde er chartophylax (χαρτοφύλαξ, ein hoher Beamter der Dokumentenverwaltung) beim Patriarchen im Exil in Nikaia. Er trug auch den Titel hypatos ton philosophon (ὕπατος τῶν φιλοσόφων, Vorsteher der Philosophenschule in Konstantinopel).
Am 28. September 1214 wurde er von der Synode im Kaiserreich Nikaia zum Patriarchen von Konstantinopel gewählt. Theodor äußerte sich sehr kritisch zur Behandlung der Orthodoxen im Lateinischen Patriarchats von Konstantinopel und dem Lateinischen Kaiserreichs von Konstantinopel. Bemühungen Orthodoxer zur Wahl eines eigenen griechischen Patriarchen für Konstantinopel lehnte er ab, führte aber Verhandlungen mit dem päpstlichen Legaten Pelagius von Albano über die Kirchenunion.
Er starb am 31. Januar 1216.